# 97-ма окрема механізована бригада (Україна)
97-ма окрема гвардійська механізована Полтавська Червонопрапорна орденів Суворова і Богдана Хмельницького бригада (97 ОМБр, в/ч А1766) — військове формування механізованих військ Збройних сил України, що існувало у 1992—2004 роках.
Бригада була спадкоємицею 97-ї гвардійської мотострілецької дивізії СРСР.

## Історія з'єднання
На початок 1991 року 97-ма гвардійська мсд зі штабом у Славуті входила до складу 13-ї загальновійськової Червонопрапорної армії Прикарпатського військового округу. Дивізія мала дуже скорочений танковий парк (танки Т-72), з трьох мотострілецьких полків один був полком на БТР (скороченого складу), а два — бронетехніки для мотострільців не мали. Артилерія дивізії (як дивізійна, так і полкова) була представлена не тільки мінометами і РСЗВ, але мала і 84 САУ.
З формуванням Сухопутних військ Збройних Сил України дивізія була переформована у 97-му окрему механізовану бригаду.
На базі бригади були проведені перші в історії незалежної України тактичні навчання з бойової стрільби, на яких був присутній Президент України.
У 2000 році були повернуті раніше присвоєні почесні найменування і державні нагороди.
В 2002 році було проведено мобілізаційні навчання, які високо оцінив начальник Генерального штабу.
30 жовтня 2004 року у зв'язку з організаційно-штатними заходами 97-ма окрема механізована бригада була розформована.

## Структура
Станом на 1991 рік
- 289-й гвардійський механізований Вісленський ордена Кутузова полк,
- 292-й гвардійський механізований полк,
- 294-й гвардійський механізований полк,
- 110-й танковий Знам'янський Червонопрапорний полк,
- 232-й гвардійський самохідно-артилерійський полк,
- 1094-й зенітний артилерійський полк,
- 1287-й окремий протитанковий артилерійський дивізіон,
- 94-й окремий розвідувальний батальйон,
- 141-й окремий батальйон зв'язку,
- 110-й окремий інженерно-саперний батальйон,
- 659-й окремий батальйон матеріального забезпечення,
- 30-й окремий ремонтно-відновлювальний батальйон.

## Командири
- грудень 1992 — квітень 1994 Цицюрський Микола Миколайович[5]
- 1997 — 1999 Горошніков Сергій Вікторович
- 2004 полковник Первак Сергій[6]